# Ragnar Malm
Karl Oskar Ragnar Malm (14 de maio de 1893 — 1 de março de 1959) foi um ciclista sueco que competia em provas de estrada.

## Carreira
Competiu como representante de seu país, Suécia, nos Jogos Olímpicos de Verão de 1912, 1920 e 1924, conquistando a medalha de ouro por equipes, medalha de prata e bronze, respectivamente. Seu melhor resultado individual foi o sétimo lugar em 1920.
Nacionalmente, venceu por dez vezes o contrarrelógio por equipes  (1912, 1917–1918 e 1920–1922) e com uma equipe (1913, 1918–1920).